# 1252
Năm 1252 là một năm trong lịch Julius.